# التسلسل الهرمي للسيطره على الخطر

إنفوجرافيك بواسطة NIOSH. من المحتمل أن تكون طرق التحكم في الجزء العلوي من الرسم أكثر فعالية ووقائية من تلك الموجودة في الجزء السفلي. يؤدي اتباع هذا التسلسل الهرمي عادةً إلى تنفيذ أنظمة أكثر أمانًا بطبيعتها، حيث تم تقليل مخاطر المرض أو الإصابة بشكل كبير.

التسلسل الهرمي للسيطرة على المخاطر نظام يستخدم في اماكن العمل للحد من التعرض للمخاطر أو إزالته بالكامل. وأَيْضاً انه يعد من الانظمة المقبولة على نطاق واسع تروج له العديد من منظمات السلامة. يتم تدريس هذا المفهوم لمتخصصو السلامة المهنية في اماكن العمل لجعله ممارسة قياسية في مكان العمل. وعادة تستخدم الرسوم التوضيحية المختلفة لتصوير هذا النظام والذي غالبا ما يكون مثلثا.
ضوابط المخاطر في التسلسل الهرمي هي، من أجل تقليل الفعالية:
- الإزالة
- الاستبدال
- الضوابط الهندسية
- الضوابط الادارية
- أدوات الوقاية الشخصية

## مكونات التسلسل الهرمي

### الإزالة
يعتبر الإزالة الجسدية للمخاطر أكثر وسائل التحكم بالمخاطر فعالية. على سبيل المثال، إذا كان يجب على الموظفين العمل على ارتفاع عالي من الأرض، فيمكن القضاء على الخطر عن طريق جلب القطعة التي يعملون عليها إلى مستوى الأرض للتخلص من الحاجة إلى العمل على ارتفاعات.

### الاستبدال

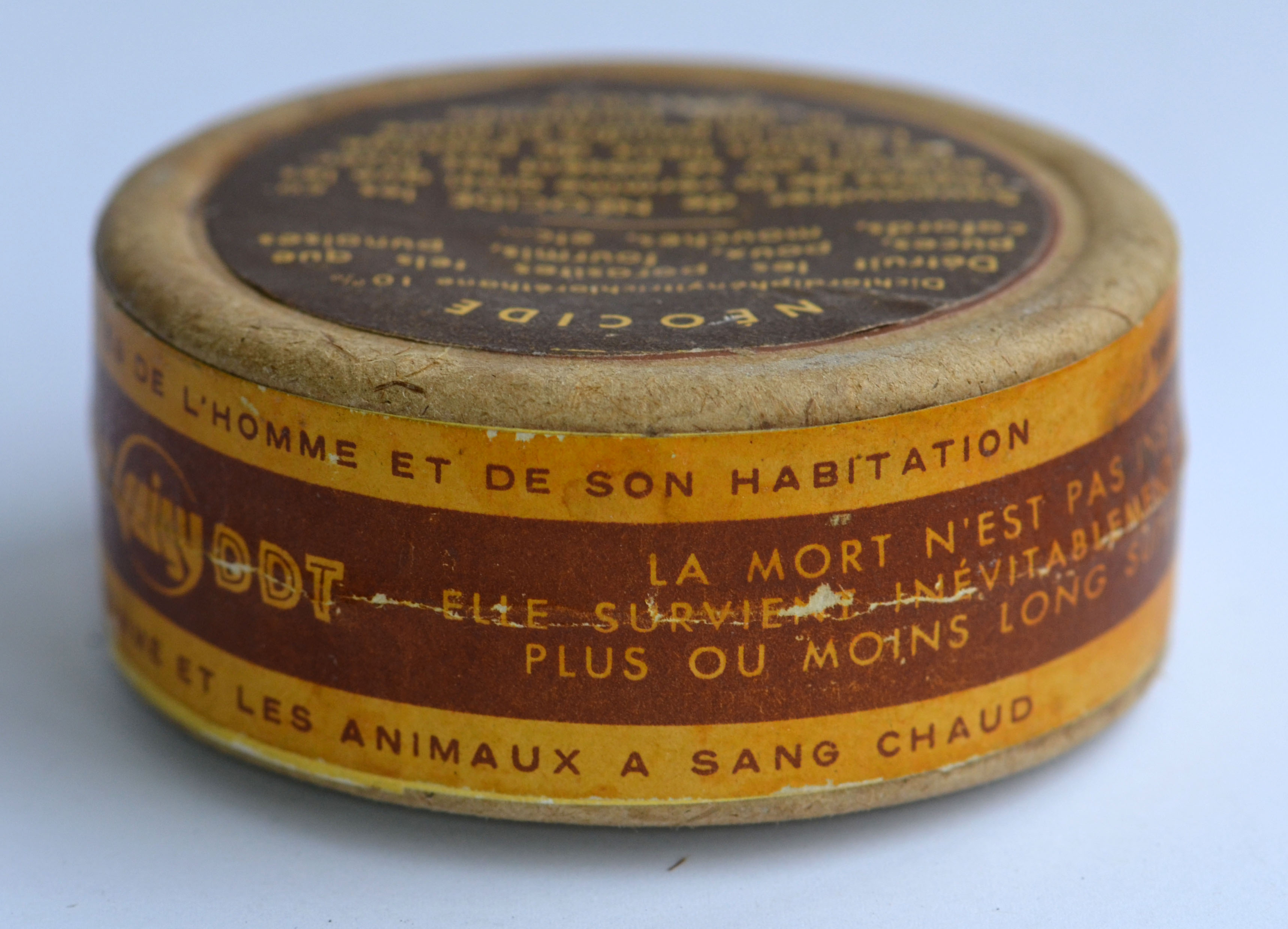
يحتوي هذا المبيد على مادة الـ دي.دي.تي ، البديل الفعال هو استبداله بمبيد آفات أخضر.

الاستبدال، ثاني أكثر عناصر التحكم بالمخاطر فعالية، يتضمن استبدال شيء ينتج عنه خطر بشيء لا ينتج عنه خطر أو ينتج عنه مخاطر أقل - على سبيل المثال، استبدال الطلاء الذي يحتوي على الرصاص بأبيض التيتانيوم . لكي تكون أداة تحكم فعالة، يجب ألا ينتج عن المنتج الجديد عواقب غير مقصودة . نظرًا لأن الغبار المحمول بالهواء يمكن أن يكون خطيرًا، إذا كان من الممكن شراء منتج بحجم جزيئات أكبر، فقد يتم استبدال المنتج الأصغر بشكل فعال بالمنتج الأكبر.

### الضوابط الهندسية
ثالث أكثر الوسائل فعالية للسيطرة على المخاطر هي الضوابط الهندسية. هذه لا تقضي على المخاطر، بل تعزل الناس عن المخاطر. تميل التكاليف الرأسمالية للضوابط الهندسية إلى أن تكون أعلى من الضوابط الأقل فعالية في التسلسل الهرمي، ولكنها قد تقلل التكاليف المستقبلية. على سبيل المثال، قد يقوم الطاقم ببناء منصة عمل بدلاً من شراء معدات منع السقوط واستبدالها وصيانتها. يخلق «الإغلاق والعزل» حاجزًا ماديًا بين الأفراد والمخاطر، مثل استخدام معدات يتم التحكم فيها عن بُعد. يمكن لأغطية الدخان إزالة الملوثات المحمولة جواً كوسيلة للتحكم الهندسي.

### الضوابط الإدارية

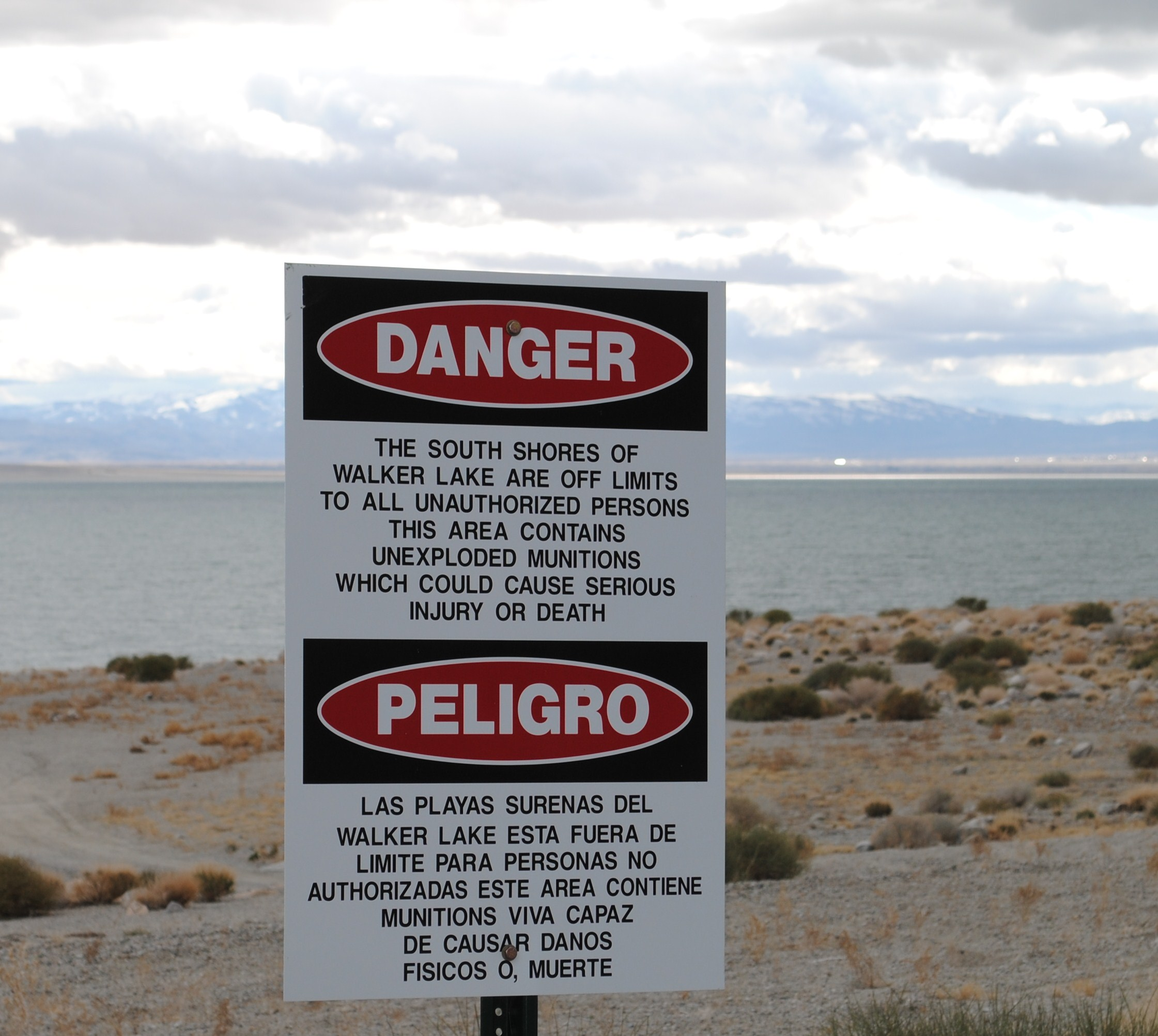
هذه اللافتة تحذر الناس من وجود متفجرات في بحيرة ووكر ، لكنها لا تمنع الناس من السباحة فيها.

الضوابط الإدارية هي تغييرات في طريقة عمل الناس. تتضمن أمثلة الضوابط الإدارية تغييرات الإجراءات، وتدريب الموظفين، وتركيب اللافتات وعلامات التحذير (مثل تلك الموجودة في نظام معلومات المواد الخطرة في مكان العمل). الضوابط الإدارية لا تزيل المخاطر، ولكنها تحد أو تمنع تعرض الناس للمخاطر، مثل العمل في بناء الطرق في الليل عندما يكون عدد الأشخاص الذين يقودون سيارات قليل.

### أدوات الوقاية الشخصية
تشمل معدات الحماية الشخصية (PPE) القفازات، وملابس نومكس، وزرة، وبدلات تايفك، واقنعة التنفس ، خوذة امان، ونظارات السلامة ، والملابس الواضحة، وأحذية الأمان. معدات الحماية الشخصية هي أقل الوسائل فعالية للسيطرة على المخاطر بسبب الاحتمال الكبير للضرر الذي يجعل معدات الحماية الشخصية غير فعالة. بالإضافة إلى ذلك، فإن بعض معدات الوقاية الشخصية، مثل الكمامات، تزيد من الجهد الفسيولوجي لإكمال مهمة ما، وبالتالي، قد تتطلب فحوصات طبية للتأكد من أن العمال يمكنهم استخدام معدات الوقاية الشخصية دون المخاطرة بصحتهم.

## دور في الوقاية من خلال التصميم
يعد التسلسل الهرمي للضوابط مكونًا أساسيًا للوقاية من خلال التصميم، وهو مفهوم تطبيق الأساليب لتقليل المخاطر المهنية في وقت مبكر من عملية التصميم. تؤكد الوقاية من خلال التصميم على معالجة المخاطر في أعلى التسلسل الهرمي للضوابط (بشكل رئيسي من خلال الإزالة والاستبدال) في المراحل الأولى من تطوير المشروع.

## اختلافات في التسلسل الهرمي للسيطرة على الخطر
أن تسلسل الهرمي للسيطرة على الخطر المبين أعلاه يستخدم تقليديا في الولايات المتحدة وكندا بينما في بلدانا أخرى هيكلا مختلفا قليلا فأن البعض يضيف الإزالة على الضوابط الهندسية بدلاً من جمعهما معاً 